# 負けヒロインが多すぎる!
『負けヒロインが多すぎる！』（まけヒロインがおおすぎる、英題：Too Many LOSING Heroines!）は、雨森たきびによる日本のライトノベル。イラストはいみぎむるが担当している。ガガガ文庫（小学館）にて2021年7月から刊行されている。略称は「マケイン」。第15回小学館ライトノベル大賞ガガガ賞受賞作（受賞時のタイトルは『俺はひょっとして、最終話で負けヒロインの横にいるポッと出のモブキャラなのだろうか』）。セブンシーズ・エンターテインメントより本作の英語版が2024年8月から刊行されている。
メディアミックスとして、『マンガワン』（小学館）にていたちによるコミカライズの連載が2022年4月から開始されており、同年5月6日からは『裏サンデー』（同）でも連載されている。2023年9月からオーディオブック版がデータ販売されている。2024年7月から9月までテレビアニメの第1期が放送された。2025年4月6日にテレビアニメの第2期製作が決定した。

## あらすじ
自称「背景キャラ」の温水和彦は、ある日偶然クラスの人気女子・八奈見杏菜が同級生で幼馴染の男子生徒に振られている現場を目撃してしまう。それ以降、和彦は杏菜を含めた複数の負けヒロインたちと関わっていくこととなる。

## 登場人物
学年は物語開始時点のものであり、第7巻にて進級する。
声の項は特記のない限りオーディオブック版 / テレビアニメ版の声優。

### ツワブキ高校

#### 文芸部員
温水 和彦（）
声 - 鵜澤正太郎 / 梅田修一朗
本作の主人公で高校1年生の男子生徒。友達はおらず、達観した性格をしている。ライトノベル好きのオタクでもある。平穏な生活を望み友人も作らず傍観者を気取っていたが、杏菜が失恋する様子を見てから多くのトラブルに巻き込まれる様になる。学校の水道水の味に拘りがある。
キャラクター設定
本作の応募原稿時の時点では現状より少しなよなよした性格だったが、書籍化に伴い雨森曰く「メンタルを安定させて筋の通った気の利かない性格」に変更されている。
評価
『このライトノベルがすごい！』男性キャラクター部門では2025年版で1位を獲得している。書評家・ライターのタニグチリウイチは同部門で温水が久世政近や藤宮周を抑えて1位を獲得できたのは、この二人がそれぞれヒロインと1対1の関係であったのに対して、温水は癖の強い複数の負けヒロインたちと向き合い、そして立ち直らせるという活躍を見せたからかもしれないと述べている。

八奈見 杏菜（）
声 - 本泉莉奈 / 遠野ひかる
本作の負けヒロインの一人。和彦のクラスメイトであり、容姿が良いことからクラスでも人気がある。明るく、愛嬌のある性格をしているが、少し抜けた一面もある。また、かなりの食いしん坊でもある。幼馴染の草介の事が好きだったが、草介は転校生の姫宮華恋を好きになってしまい、彼を後押しする形で失恋する。

焼塩 檸檬（）
声 - 山一茉希 / 若山詩音
本作の負けヒロインの一人。和彦のクラスメイトかつ陸上部のエースであり、性格も明るく容姿も良いためクラスでも人気がある。勉強は少し苦手としている。幼馴染の光希の事が好きだったが、彼からは異性として見てもらえず失恋する。
キャラクター設定
明るくて元気な女の子がヒロインレースに敗北した姿を描きたかったと雨森は明言している。また、雨森は日焼けした元気な女子に対しても負けヒロインの印象を抱いており、ある程度頭の良い八奈見杏菜に対して、天然なキャラクターを加えたいと思ったことから焼塩檸檬が生まれた。名前に関しては、日焼け繋がりで「焼」という字を入れることを考え、実在する苗字である「焼塩」と「焼いたものには檸檬」ということでそれらを組み合わせて完成した。
評価
- 電撃オンラインが2024年8月24日から9月1日にかけて実施した、本作のテレビアニメにおけるキャラクター人気投票では2位を獲得している。

小鞠 知花（）
声 - 柴田芽衣 / 寺澤百花
本作の負けヒロインの一人。和彦の同級生かつ文芸部員であり、極度の人見知りから他人と会話をするのは苦手としている。自分を勇気づけてくれた慎太郎の事が好きだったが、彼の心は知花には向いておらず失恋する。なお、負けヒロインの中で唯一、勇気を出して好きだった相手（慎太郎）に告白した。
キャラクター設定
杏菜と檸檬が正統派に分類される美少女であったことから、少し特殊な性格の負けヒロインとして設定されている。雨森は女版主人公と言えるかもしれないと述べている。
雨森は後輩キャラについても負けヒロインの印象を抱いており、先輩に恋するキャラクターとして生まれた。名前に関しては、元々友達がおらずファーストネームで呼ばれることが少ないため、可愛い苗字にしようと考え、「小鞠」となったという。また、「困る」と響きを重ねたかったとも述べている。

玉木 慎太郎（）
声 - 近衛秀馬 / 小林裕介
文芸部部長を務める高校3年生。古都とは幼馴染である。イケメンで背も高い。

月之木 古都（）
声 - 渡辺けあき / 種﨑敦美
文芸部副部長を務める高校3年生。慎太郎とは幼馴染である。テストの成績は悪い。

白玉 リコ（）
本作の負けヒロインの一人。第7巻より登場する和彦の後輩となる高校1年生。容姿は良いが、あざとい性格をしている。入学早々問題を起こして、停学処分を受けている。
キャラクター設定
雨森は既に関係性が固まっているメインキャラクターたちの中に入っていくことの難しさから、イラスト面でいみぎむるにこれまでのヒロインと大きく異なる雰囲気のヒロインとなるように依頼した。名前に関しては、自身が過去に執筆した小説のキャラクターが元になっている。

#### 生徒会役員
放虎原 ひばり（）
声 - 森川真紗子 / 七海ひろき
生徒会長を務める高校2年生。背が高く、迫力がある一方で、実は天然なのではないかと和彦は疑っている。

馬剃 天愛星（）
声 - 籔根依泉 / 諸星すみれ
生徒会副会長を務める高校1年生。生徒会役員であるにもかかわらずテストの成績が悪いことを気にしている。

志喜屋 夢子（）
声 - 白田千尋 / 安済知佳
生徒会書記を務める高校2年生。派手な見た目をしたギャルだが、その見た目に反してテンションは低い。また、テストの成績も優秀である。

桜井 弘人（）
声 - 山内平（オーディオブック）
生徒会会計を務める高校1年生。小柄かつ中性的で整った容姿をしている。ひばりの従姉弟であり、彼女のことを「ひば姉」と呼んでいる。

#### その他学校関係者
綾野 光希（）
声 - 近衛秀馬 / 小林千晃
千早の恋人。和彦とは出身中学が同じで、塾も一緒に通っていたが、友人という間柄ではない。檸檬とは小学校時代からの知り合い。恋愛に関してはかなり鈍感で、檸檬が口にするまで彼女からの好意にも、実は檸檬に初恋していた事にも気付いていなかった。
朝雲 千早（）
声 - 釜澤希莉 / 上田麗奈
光希の恋人。かつて和彦たちと同じ塾に通っており、容姿が良い上に成績優秀なため塾内では有名だった。普段は温厚だが、ストーカー気質で嫉妬深い一面を持つ。電子機器と鉱物に詳しい。
袴田 草介（）
声 - 山内平 / 逢坂良太
華恋の恋人で、杏菜とは幼馴染でもある。イケメンで性格も明るく、クラスでは目立つ存在。だが空気が読めないところがあり、杏菜と和彦の仲を取り持とうとして杏菜を怒らせた。
姫宮 華恋（）
声 - 伊駒ゆりえ / 和氣あず未
草介の恋人で、杏菜とは親友。容姿が良い上に胸も大きく、和彦は華恋を「正ヒロイン感満載の美少女」と形容している。心優しい性格をしており、杏菜のことを良く気にかけている。
甘夏 古奈美（）
声 - 伊駒ゆりえ / 上坂すみれ
和彦のクラスの担任教師。よく授業時間を間違えたり、教材を忘れたりしており、和彦からは「とても世話の焼ける人」と認識されている。かつてツワブキ高校の生徒であった。
小抜 小夜（）
声 - 釜澤希莉 / 斎藤千和
養護教諭。かつてツワブキ高校の生徒であり、古奈美とは同級生だった。色っぽい容姿をしている。

### 桃園中学
温水 佳樹（）
声 - 白田千尋 / 田中美海
和彦の2つ下の妹。容姿は良く、学校では生徒会にも所属している。和彦にとにかく構いたがる性格をしており、彼に友達が出来ないことをとても心配している。また、和彦のことを「お兄様」と呼ぶ。
キャラクター設定
ハーレムものではない本作において、主人公を好いてくれるキャラクターを登場させたかったと雨森は明言している。また雨森は、ある程度リアリティを感じられるように書いた他のヒロインとは異なり、佳樹の場合はリアリティラインを下げて分かりやすいキャラクターにしたと述べている。
評価
- 「負けヒロイン総選挙 in豊橋カルミア杯」では2位を獲得している。
- 電撃オンラインが2024年8月24日から9月1日にかけて実施した、本作のテレビアニメにおけるキャラクター人気投票では3位を獲得している。

権藤 アサミ（）
声 - 釜澤希莉 / 関根明良
佳樹のクラスメイトで親友。年齢の割に背が高く、大人びている。東三河地域特有の方言で話す。

## 作風とテーマ
本作の執筆において最初に意識した点について雨森は以下のように述べている。
雨森は元々様々なキャラクターが登場する作品を好んでおり、「負けヒロイン」をテーマにするにあたって様々なタイプの負けヒロインを登場させたいと考えた。本作では3人の負けヒロインが登場するが、メタ要素が少なくないゆえにネタっぽくなることを懸念した雨森はリアリティとのバランスを考えた結果、作中舞台を愛知県豊橋市という実際の地域に設定した。豊橋市は雨森の地元であるが、舞台を地元に決めたのは「自分の好きな場所でキャラが育ってほしい」という自身のわがままによるものだと話している。
作中に登場する高校は愛知県立時習館高校（以下、時習館高校）がモデルとなっており、雨森は時習館高校を「特別な人が行く学校」という憧れのイメージを抱いていたという。また、「水上ビル」「豊橋市地下資源館」「豊川稲荷」「JR飯田線」といった東三河の地名・施設や、ブラックサンダーやうずらサブレなど豊橋発祥の食べ物も登場する。
本作のストーリーの主軸は恋愛ではない。恋愛を主軸にすると負けヒロインは次第に蚊帳の外になり、負けヒロインたちの視点を中心に物語を描くことを考えていた雨森にとっては都合の悪い設定となるためである。また、ヒロインたちは敗北することを前提に登場しているため、ヒロインがきちんと負ける展開にしつつも、読者が読んで辛くならないようにしなければならないと雨森は考えた。そのために登場人物には悪意を持たせず、ヒロインレースに負けるという悲壮感も出来る限り薄めることを意識しているという。

## 制作背景
雨森が以前視聴していたアニメに登場する青髪の女性キャラクターが「負けヒロイン」のように感じ、そのキャラクターが実際に恋愛に負け続けながらも自身の気持ちに向き合いながらもがいていく姿に感動を覚え、「恋に破れるキャラクターを描きたい」と思ったことが本作の着想の源であるという。
雨森自身がかなりのラブコメ好きで、以前から小学館のライトノベル作品である『弱キャラ友崎くん』『やはり俺の青春ラブコメはまちがっている。』などのラブコメ作品を読んでおり、ラブコメと言えばガガガ文庫という印象を抱いていたことから小説大賞の応募先として小学館ライトノベル大賞を選んだ。当初は第14回への応募を考えていたが、「小学館ライトノベル大賞の第1次選考は厳しい」という印象を抱いており、自身の現状の実力を把握する必要性を感じたことから、辞退を決意した。その後、他の新人賞に応募し、落選したものの「キャラクターのやり取りやコメディ」を良かった点として挙げられたことから、その部分について何度も改稿を重ねて翌年の第15回に再応募したことを明かしている。
タイトルについては長らく決まらなかったが、岩浅が用意した案の中に含まれていた現在のタイトルに雨森自身も「確かに多い」と笑ってしまい、これをタイトルに採用しようと決断した。

## 評価
小学館ライトノベル大賞（第15回 / ガガガ部門）にてガガガ賞を受賞。なお、受賞時のタイトルは「俺はひょっとして、最終話で負けヒロインの横にいるポッと出のモブキャラなのだろうか」であった。ゲスト審査員を務めたカルロ・ゼンは本作を以下のように評している。
フリーライターの古林恭は、「負け」は試合の終わりを意味し、物語終盤に発生することが多いからかもしれないという理由で「負けヒロイン」というワードに対して強いネガティブなイメージを抱いていたが、本作のコミカライズは「コメディタッチな雰囲気」と「作画の可愛さ」によって彼女たちの負けたその後の物語を楽しく読むことができると評している。
「ラノベニュースオンラインアワード2021年7月刊」では第1巻が「総合部門」「笑った部門」「新作総合部門」「新作部門」の4部門にそれぞれ選出された。
「次にくるライトノベル大賞2021」では総合部門で14位、書き下ろし新作部門で4位をそれぞれ獲得している。『このライトノベルがすごい！2022』では総合新作部門で11位を、文庫部門で18位をそれぞれ獲得している。『このライトノベルがすごい！2025』では文庫部門で1位を獲得している。
「BOOK☆WALKER 電子書籍ランキング2024」ラノベ・新文芸部門では2位を獲得している。
2024年における「ライトノベル作品別年間売上ランキング」（オリコン調べ）では127,142部を記録した本作が8位、「ライトノベル作品別年間売上金額ランキング」（同調べ）では約1.2億円を記録した本作が9位をそれぞれ記録している。

## 既刊一覧

### 小説
- 雨森たきび（著）・いみぎむる（イラスト） 『負けヒロインが多すぎる！』 小学館〈ガガガ文庫〉、既刊9巻（2025年5月19日現在）
  - 『負けヒロインが多すぎる！』2021年7月26日初版第1刷発行（7月21日発売[71]）、ISBN 978-4-09-453017-9
  - 『負けヒロインが多すぎる！2』2021年11月23日初版第1刷発行（11月18日発売[72]）、ISBN 978-4-09-453041-4
  - 『負けヒロインが多すぎる！3』2022年4月24日初版第1刷発行（4月19日発売[73]）、ISBN 978-4-09-453064-3
  - 『負けヒロインが多すぎる！4』2022年10月23日初版第1刷発行（10月18日発売[74]）、ISBN 978-4-09-453094-0
  - 『負けヒロインが多すぎる！5』2023年3月22日初版第1刷発行（3月17日発売[75]）、ISBN 978-4-09-453118-3
  - 『負けヒロインが多すぎる！6』2023年12月23日初版第1刷発行（12月18日発売[76]）、ISBN 978-4-09-453164-0
  - 『負けヒロインが多すぎる！7』2024年7月23日初版第1刷発行（7月18日発売[77]）、ISBN 978-4-09-453197-8
  - 『負けヒロインが多すぎる！SSS』2024年7月23日初版第1刷発行（7月18日発売[78]）、ISBN 978-4-09-453201-2
  - 『負けヒロインが多すぎる！8』2025年5月24日初版第1刷発行（5月19日発売[79]）、ISBN 978-4-09-453242-5

### 漫画
- 雨森たきび（原作）・いみぎむる（キャラクター原案）・いたち（作画） 『負けヒロインが多すぎる！@comic』 小学館〈裏少年サンデーコミックス〉、既刊4巻（2025年1月10日現在）
  1. 2022年10月17日初版第1刷発行（10月12日発売[80][81]）、ISBN 978-4-09-851336-9
  2. 2023年8月23日初版第1刷発行（8月18日発売[82]）、ISBN 978-4-09-852674-1
  3. 2024年7月23日初版第1刷発行（7月18日発売[83]）、ISBN 978-4-09-853388-6
  4. 2025年1月15日初版第1刷発行（1月10日発売[84]）、ISBN 978-4-09-853801-0

## テレビアニメ
2023年12月にテレビアニメ化が発表され、第1期が2024年7月から9月までTOKYO MXほかにて放送された。第2期の制作が決定している。

### スタッフ
- 原作 - 雨森たきび[13]
- キャラクター原案 - いみぎむる[13]
- 監督 - 北村翔太郎[13]
- シリーズ構成・脚本 - 横谷昌宏[13]
- キャラクターデザイン - 川上哲也[13]
- メインアニメーター - 三浦琢光[26]、竹田茜[26]、原島未来[26]
- ビジュアルボード - 大谷藍生[26]、有原慧悟[26]
- プロップデザイン - 木藤貴之[26]
- 色彩設計 - 村上彩夏[26]
- 美術設定 - 平義樹弥[26]
- 美術監督 - 畠山佑貴[26]
- 3D監督 - 栗林裕紀[26]
- 撮影監督 - 宮脇洋平[26]
- 編集 - 廣瀬清志[42]
- 音響監督 - 吉田光平[26]
- 音響効果 - 長谷川卓也[26]
- 音楽 - うたたね歌菜[13]
- 音楽制作 - アニプレックス[42]
- 音楽プロデューサー - 山内真治[42]
- プロデューサー - 神宮司学[42]、井上めぐみ[42]、大和田智之[42]、長嶺利江子[42]
- アニメーションプロデューサー - 菊池雄一郎[42]
- アニメーション制作 - A-1 Pictures[13]
- 製作 - マケイン応援委員会[13]（アニプレックス、BS11、TOKYO MX、読売テレビ、グッドスマイルカンパニー、コンテンツシード、JR東海エージェンシー）

### 制作

#### 企画
アニメ化のきっかけについて、アニプレックスのプロデューサー・神宮司学は「いみぎさんが描くキャラクターがすごくかわいく、内容としても雨森さんが書くキャラクターたちはとても生き生きとしており、会話のテンポ感が気持ちよく展開していました。このキャラクターたちが動いているところを見てみたいな、と思ったのがアニメ化のきっかけです。」と語っている。原作担当編集者の岩浅健太郎は第1巻刊行前の時点でテレビアニメ化の話があったことを明かしている。
北村翔太郎は2022年の夏ごろ、本作の制作を手掛けるA-1 Picturesの関係者から声を掛けられたという。北村は『かぐや様は告らせたい』シリーズなどのA-1 Pictures作品に携わっており、同社スタッフの作品に対する姿勢に好印象を抱いていたことから、監督としての参加を決めたという。今作は北村にとって初の監督作品となった。原作の印象について北村は、内容は王道でありながらも切り口が新鮮で、今まで感じたことの無い読後感を感じたと語っており、その印象をアニメでもきちんと表現することを意識したという。

#### 脚本
脚本は、まずシリーズ構成の横谷昌宏が構成案を提示し、それをもとに北村や原作者の雨森たきびらが参加する脚本会議で、具体的な脚本が形作られた。原作の分量が非常に多いため、3人のヒロインの振られた後の感情の動きにストーリーラインを定められ、内容の取捨選択が行われている。ギャグの量もコンパクトになっており、その代わりにアニメならではの表現を入れることが意識されている。またスタッフ間では、振られた子をいじるようなコメディにはしないという共通認識を設けたという。
北村は原作第1巻の再構成が最も難航したと語っており、最終的に出来事の起きる順番を一部入れ替え、3人のヒロインに1話ずつ焦点が当たる構成となった。これによって物語が温水の視点で動くことを視聴者に印象付けつつ、各話に盛り上がりとオチを持たせている。

#### 演出
本作は主に夏の時期を舞台としているため、北村は「夏の記憶」を呼び覚ますような映像を心がけたという。また、制作にあたっては舞台となる豊橋でのロケハンが幾度も行われた。絵コンテ作業後にもロケハンは行われ、中にはキャラクターと同じ位置にスタッフが立って撮影し、レイアウトとして使用したロケハン写真もあったという。
作品の方向性を定めるために制作されたビジュアルボードでは、ロケハン写真をもとに、彩度の高い「夏っぽい色味」が意識された。例えば、木々が生い茂る場面では緑色を濃くすることで蒸し暑さを表現しており、そのほかにも夕焼けの色や入道雲の表現なども色彩設計の村上彩夏とともに細かく調整が行われた。またレンズ表現にもこだわり、写実的な表現をベースに人間の目から見たものに近い表現を目指したという。
作画段階では、キャラクターの表情に非常に気を使ったと北村は語っている。特に温水と八奈見は辛辣なセリフが多いため、豊かな表情で愛嬌を持たせ、バランスが取られている。また、リアリティーラインの調整として、写実的な背景とは対照的に、キャラクターの絵はややデフォルメの効いたものとなっている。加えて、リアルな背景の中でもキャラクターが埋もれないよう、屋外・屋内、明暗の差などに応じて複数のライティングパターンが制作され、キャラクターデザインの影付けも複数バリエーションが用意された。暗いシーンではただ明度を下げるのではなく、キャラクターの線量やデフォルメのバランスを変えることでリアリティーラインを上げ、ポップなデザインでありながらも暗さを伴う場面を実現している。

#### 劇伴
劇伴音楽はうたたね歌菜が手掛けた。北村は等身大の高校生を表現するため、ピアノや管楽器といった吹奏楽の音を取り入れたいと考えており、かつキャラクターの心情に寄り添えるミニマムな音楽にするため、うたたねにオファーしたという。

#### キャスティング・演技
本作はギャグの描写と情感のある描写の差が激しいため、キャスティングにおいては演技の幅が広く、良い意味で癖の強い役者が選ばれたという。オーディションは、テープオーディションとスタジオオーディションの2段階で行われ、スタジオオーディションは複数の声優による掛け合い形式が採用された。オーディションには1キャラクター当たり100名以上の応募があり、雨森や音響チームを交え、何度も議論を重ねてキャスティングが行われた。
温水和彦役には梅田修一朗がキャスティングされた。梅田は本作のオーディションを受けた理由を以下のように語っている。
温水を演じるにあたっては、あまり作り込みすぎず、彼の少し変わった面を大切にしつつ、自然な演技を心掛けたという。
八奈見杏菜役には遠野ひかるがキャスティングされた。当初はヒロインらしい可愛らしい演技を行っていたが、オーディションでの北村らのディレクションを受け、様々な方向に振り切った幅の広い演技に変わっていったという。第4話は八奈見にとって辛い展開でありながら物語の視点は温水に置かれており、さらにテンポも非常に速いため、感情の切り替えが非常に難しかったと遠野は語っている。
焼塩檸檬役には若山詩音がキャスティングされた。若山は焼塩を演じるにあたり、野生児らしい元気な面と、思慮深く人間味のある面のバランスを模索しながら演じたという。北村は、第7話の焼塩と綾野の対話のシーンを演じてもらうためにキャスティングしたと明かしている。
小鞠知花役には寺澤百花がキャスティングされた。寺澤は小鞠を演じるにあたり、話す相手との関係性によって声のトーンを変えることを意識したといい、温水と喋るときはやや地声寄りに、八奈見や焼塩と喋るときにはそれよりもやや固くしているという。また、第3話での告白シーンでは、普段よりどもりを抑え、小鞠なりに頑張って想いを伝えていることを表現したという。

### 主題歌
エンディングテーマは、「マケイン応援！カバーソングシリーズ」と題して、往年のヒット曲を本作のヒロインたちがカバーしたものとなっている。カバーする楽曲は北村らがA-1 Picturesの若手にアンケートを取り、その結果をもとに、20代が懐しく感じ、10代でも知っている楽曲が選曲された。エンディング映像は3曲それぞれを異なるディレクターが、異なるコンセプトで制作したものが用意された。
「つよがるガール feat. もっさ（ネクライトーキー）」
ぼっちぼろまるによる第1期オープニングテーマ。作詞・作曲・編曲はぼっちぼろまる。
ぼっちぼろまるは原作を読んだ際、数々の名作ライトノベルへのリスペクトを感じ、それを受けて「過去から現在まで」というテーマを楽曲で表現したという。そのためヒャダインやTom-H@ck、オーイシマサヨシらが手掛けてきたこれまでのアニメソングの流れを感じられる楽曲となっている。また、「葛飾ラプソディー 〜ヤムヤムversion〜」や「スクランブル」といったスカパンクのアニメソングも強く意識されている。もっさの参加は、「僕の知り合いの中で1番負けヒロイン声なのは誰だろう？」とぼっちぼろまるが考えた際、真っ先に思い浮かんだことから決まった。ぼっちぼろまるともっさの掛け合いは「スクランブル」を意識した疾走感のあるものとなっており、もっさの歌声は『けいおん！』のキャラクターの平沢唯を意識した可愛らしいものとなっている。
「LOVE2000」
八奈見杏菜（遠野ひかる）による第1期エンディングテーマ。作詞はhitomi、作曲は鎌田雅人、編曲は村田祐一。
原曲はhitomiが2000年に発表した楽曲。遠野は本楽曲は杏菜が歌うからこそ意味があるとしたうえで、せつなさを乗せるよりも杏菜が杏菜らしく歌っているということを一番大切にして歌唱したと話している。また、「杏菜を通して歌うからこそ、より深みが増すように、歌詞の言葉一つ一つを大切にした」とも話している。
エンディング映像は巡宙艦ボンタと大谷藍生が制作した。8mmカメラによる実写映像とセル画を組み合わせた映像となっている。撮影に協力した「六方画材店」によれば、セルアニメで制作されたテレビアニメは2013年9月29日放送の『サザエさん』以来、10年9か月ぶりだという。
「CRAZY FOR YOU」
焼塩檸檬（若山詩音）による第1期エンディングテーマ。作詞・作曲は磯貝サイモン、編曲は村田祐一。
原曲はKyleeが2011年に発表した楽曲。若山は「この曲自体は失恋ソングではないんですけど、檸檬ちゃんが『この恋を叶えて』と歌うと失恋ソングになる、というのが、とても大好きです」とコメントしている。
エンディング映像の絵コンテ・演出は須藤瑛仁が担当した。作中で檸檬が語った、自身と光希の関係をたとえたおとぎ話が基になった映像となっている。北村は「普段アニメをやっている方に、本編とは違う絵柄で作ってほしいとお願いした」と語っている。
「feel my soul」
小鞠知花（寺澤百花）による第1期エンディングテーマ。作詞・作曲はYUI、編曲は村田祐一。
原曲はYUIが2005年に発表した楽曲。寺澤は、小鞠らしい恥じらいを込めた歌唱パターンと、作品のエモさに合わせてほしいというディレクションを受けた歌唱パターンの2つを収録し、オンエアでは後者が採用されたという。
エンディング映像は青瀬きいろが制作した。約1000枚の水彩画をコマ撮りしたアニメーションで構成されている。第11話のみ、最後のカットで小鞠が振り向く演出が加えられている。

### 反響
ライトノベル『負けヒロインが多すぎる！』公式Xが原作小説各既刊の電子売上（2024年7月）が先月比10倍以上となった旨を報告している。GAME WatchによればABEMAやdアニメストアで部門1位を獲得し、Xでもトレンド入りするなど大きな反響があったことから、今回の売上増加はテレビアニメ化効果によるものであるとのこと。その後、公式Xは2024年8月電子売上が6月比25倍以上となり、同月のガガガ全体の82％の売上を本作の原作小説が占め、電子書籍としてガガガ歴代最高となる月間売上を記録したことを報告した。なお、全国の各書店で原作小説が軒並み在庫切れを起こすという事象も発生した。
原作小説第8巻のあとがきによれば、本作の舞台となった豊橋市に多くのファンが聖地巡礼に訪れており、リピーターになったファンも多く、中には移住を決めた人もいたとのこと。
2025年8月にはテレビ番組「マツコの知らない世界」にて「アニメ聖地巡礼の世界」と題した特集が行われ、同特集にて本作の聖地・豊橋市全体でのコラボ事例が取り上げられた。

### 評価（テレビアニメ）

#### 売上
Blu-ray第1巻の推定初週売上（オリコン調べ）は4,224枚を記録し、2024年10月28日付の週間売上ランキングの時点で5,435枚となっている。DVD第1巻の推定初週売上（同調べ）は340枚を記録している。

#### 批評
タニグチは、第1話の出来の良さについて触れている。タニグチは幼馴染の恋を応援する形で結果的に振られた八奈見杏菜が、彼の飲み干したドリンクのストローに口をつけるという場面を温水和彦に目撃された際に見せたリアクションには誰もが笑ってしまうとしており、そうしたアニメーションとしての面白さや、伝統校ならではの雑然さもちゃんと拾い上げて描写する背景の緻密さがストーリーとしての面白さと合わさり、2024年夏クールの中でも最注目作品になっていると述べている。
「4Gamer.net」編集部のmaruは、本作はヒロインの失恋後の物語が描かれるが、そのヒロインたちは「カラッと」しており、時には毒を吐いたり落ち込んだりもするが、少女期特有の明るさで主人公を惑わせるとしており、そんな魅力的なヒロインを監督の北村翔太郎は「瑞々しく」描いていると述べている。またmaruは、2024年夏クールの中でも本作は「キャラクターの描き込み」「動きの表現」がトップクラスだと評している。

#### 人気投票・ランキング等
| 発表元                         | セレモニー                                           | 部門                               | 対象                                                                                       | 結果       | 出典            |
| ------------------------------ | ---------------------------------------------------- | ---------------------------------- | ------------------------------------------------------------------------------------------ | ---------- | --------------- |
| アニメ！アニメ！               | 2024年夏アニメ（7月クール）で一番良かった作品は？    | -                                  | 負けヒロインが多すぎる！                                                                   | 3位        | [ 118 ]         |
| Filmarks                       | 2024年夏アニメ満足度ランキング                       | -                                  | 負けヒロインが多すぎる！                                                                   | 2位        | [ 119 ]         |
| Filmarks                       | 2024年夏アニメエピソードコメント数ランキング         | -                                  | 負けヒロインが多すぎる！                                                                   | 3位        | [ 119 ]         |
| dアニメストア                  | 動画配信ランキング                                   | 2024年7月中旬 - 同年8月中旬        | 負けヒロインが多すぎる！                                                                   | 9位        | [ 120 ]         |
| dアニメストア                  | 動画配信ランキング                                   | 2024年8月中旬 - 同年9月中旬        | 負けヒロインが多すぎる！                                                                   | 7位        | [ 121 ]         |
| dアニメストア                  | 2024夏アニメ 部門別ランキング                        | 今期で笑ったアニメは？             | 負けヒロインが多すぎる！                                                                   | 2位        | [ 122 ]         |
| dアニメストア                  | 2024夏アニメ 部門別ランキング                        | 今期で感動したアニメは？           | 負けヒロインが多すぎる！                                                                   | 3位        | [ 122 ]         |
| dアニメストア                  | 2024夏アニメ 部門別ランキング                        | 今期で萌えたアニメは？             | 負けヒロインが多すぎる！                                                                   | 2位        | [ 122 ]         |
| dアニメストア                  | 2024夏アニメ 男女別ランキング                        | 今期で笑ったアニメは？             | 負けヒロインが多すぎる！                                                                   | 1位        | [ 122 ]         |
| dアニメストア                  | dアニメストアアワード2024                            | オススメしたいアニメ               | 負けヒロインが多すぎる！                                                                   | 1位        | [ 123 ]         |
| dアニメストア                  | dアニメストアアワード2024                            | 笑ったアニメ                       | 負けヒロインが多すぎる！                                                                   | 3位        | [ 123 ]         |
| dアニメストア                  | dアニメストアアワード2024                            | 何度でも見返したいアニメ           | 負けヒロインが多すぎる！                                                                   | 1位        | [ 123 ]         |
| dアニメストア                  | dアニメストアアワード2024                            | 美しかったアニメ                   | 負けヒロインが多すぎる！                                                                   | 6位        | [ 123 ]         |
| dアニメストア                  | dアニメストアアワード2024                            | 展開が気になったアニメ             | 負けヒロインが多すぎる！                                                                   | 10位       | [ 123 ]         |
| dアニメストア                  | dアニメストアアワード2024                            | キュンキュンしたアニメ             | 負けヒロインが多すぎる！                                                                   | 4位        | [ 123 ]         |
| dアニメストア                  | dアニメストアアワード2024                            | ほのぼのしたアニメ                 | 負けヒロインが多すぎる！                                                                   | 5位        | [ 123 ]         |
| 角川アスキー研究所             | ツイート数ランキング                                 | 2024年7月中旬 - 同年8月中旬        | 負けヒロインが多すぎる！                                                                   | 6位        | [ 120 ]         |
| 角川アスキー研究所             | ツイート数ランキング                                 | 2024年8月中旬 - 同年9月中旬        | 負けヒロインが多すぎる！                                                                   | 3位        | [ 121 ]         |
| 角川アスキー研究所             | ツイート数ランキング                                 | 2024年9月中旬 - 同年10月中旬       | 負けヒロインが多すぎる！                                                                   | 7位        | [ 124 ]         |
| goo                            | 一番ハマった！2010年以降のラブコメアニメランキング！ | -                                  | 負けヒロインが多すぎる！                                                                   | 2位        | [ 125 ]         |
| ガジェット通信                 | アニメ流行語大賞2024                                 | -                                  | マケイン                                                                                   | 7位        | [ 126 ]         |
| ガジェット通信                 | アニメ流行語大賞2024                                 | -                                  | そういうとこだよ温水君                                                                     | 10位       | [ 126 ]         |
| ガジェット通信                 | アニメ流行語大賞2024                                 | -                                  | うわきだよ!!                                                                               | 10位       | [ 126 ]         |
| ABEMA                          | 日本アニメトレンド大賞2024                           | エンディングアニメーション賞       | 負けヒロインが多すぎる！                                                                   | 受賞       | [ 127 ]         |
| Anime Trending                 | 2024年夏クールアニメアワード                         | アニメオブザシーズン               | 負けヒロインが多すぎる！                                                                   | 1位        | [ 128 ]         |
| Anime Trending                 | 2024年夏クールアニメアワード                         | 好きなコメディアニメ               | 負けヒロインが多すぎる！                                                                   | 1位        | [ 129 ]         |
| Anime Trending                 | 2024年夏クールアニメアワード                         | 好きな女性キャラクター             | 八奈見杏菜                                                                                 | 1位        | [ 130 ]         |
| Anime Trending                 | 2024年夏クールアニメアワード                         | 好きな女性キャラクター             | 小鞠知花                                                                                   | 9位        | [ 130 ]         |
| Anime Trending                 | 2024年夏クールアニメアワード                         | 好きな女性キャラクター             | 焼塩檸檬                                                                                   | 10位       | [ 130 ]         |
| Anime Trending                 | 2024年夏クールアニメアワード                         | 好きな男性キャラクター             | 温水和彦                                                                                   | 3位        | [ 131 ]         |
| Anime Trending                 | 2024年アニメアワード                                 | アニメオブザイヤー                 | 負けヒロインが多すぎる！                                                                   | 4位        | [ 132 ]         |
| Anime Trending                 | 2024年アニメアワード                                 | ベスト脚色賞                       | 負けヒロインが多すぎる！                                                                   | 3位        | [ 133 ]         |
| Anime Trending                 | 2024年アニメアワード                                 | ベストアニメーション制作           | 負けヒロインが多すぎる！                                                                   | 5位        | [ 133 ]         |
| Anime Trending                 | 2024年アニメアワード                                 | ベストキャラクターデザイン         | 負けヒロインが多すぎる！                                                                   | 3位        | [ 133 ]         |
| Anime Trending                 | 2024年アニメアワード                                 | ベスト背景画                       | 負けヒロインが多すぎる！                                                                   | 4位        | [ 133 ]         |
| Anime Trending                 | 2024年アニメアワード                                 | ベストキャスト                     | 負けヒロインが多すぎる！                                                                   | 2位        | [ 133 ]         |
| Anime Trending                 | 2024年アニメアワード                                 | コメディーアニメオブザイヤー       | 負けヒロインが多すぎる！                                                                   | 1位        | [ 134 ]         |
| Anime Trending                 | 2024年アニメアワード                                 | ロマンスアニメオブザイヤー         | 負けヒロインが多すぎる！                                                                   | 3位        | [ 134 ]         |
| Anime Trending                 | 2024年アニメアワード                                 | ベストエピソード演出・絵コンテ     | 俺はひょっとして、最終話で負けヒロインの横にいるポッと出のモブキャラなのだろうか（第12話） | 7位        | [ 133 ]         |
| Anime Trending                 | 2024年アニメアワード                                 | ベスト男性キャラクター             | 温水和彦                                                                                   | 4位        | [ 135 ]         |
| Anime Trending                 | 2024年アニメアワード                                 | ベスト女性キャラクター             | 八奈見杏菜                                                                                 | 4位        | [ 135 ]         |
| Anime Trending                 | 2024年アニメアワード                                 | ベスト助演男性キャラクター         | 綾野光希                                                                                   | 14位       | [ 135 ]         |
| Anime Trending                 | 2024年アニメアワード                                 | ベストオープニングテーマ（OP）     | つよがるガール feat. もっさ（ネクライトーキー）                                            | 9位        | [ 136 ]         |
| Anime Trending                 | 2024年アニメアワード                                 | ベストエンディングテーマ（ED）     | LOVE2000                                                                                   | 9位        | [ 136 ]         |
| Anime Trending                 | 2024年アニメアワード                                 | ベスト女性声優                     | 遠野ひかる（「八奈見杏菜」役）                                                             | 1位        | [ 137 ]         |
| Anime Corner                   | 2024年夏クールアニメランキング                       | ベストアニメ                       | 負けヒロインが多すぎる！                                                                   | 2位        | [ 138 ]         |
| Anime Corner                   | 2024年夏クールアニメランキング                       | ベストアダプテーションアニメ       | 負けヒロインが多すぎる！                                                                   | 3位        | [ 138 ]         |
| Anime Corner                   | 2024年夏クールアニメランキング                       | べストキャラクターデザインアニメ   | 負けヒロインが多すぎる！                                                                   | 1位        | [ 138 ]         |
| Anime Corner                   | 2024年夏クールアニメランキング                       | べストコメディアニメ               | 負けヒロインが多すぎる！                                                                   | 2位        | [ 138 ]         |
| Anime Corner                   | 2024年夏クールアニメランキング                       | ベストロマンスアニメ               | 負けヒロインが多すぎる！                                                                   | 2位        | [ 138 ]         |
| Anime Corner                   | 2024年夏クールアニメランキング                       | ベストストーリーテリングアニメ     | 負けヒロインが多すぎる！                                                                   | 2位        | [ 138 ]         |
| Anime Corner                   | 2024年夏クールアニメランキング                       | ベストアニメボイスキャスト         | 負けヒロインが多すぎる！                                                                   | 3位        | [ 138 ]         |
| Anime Corner                   | 2024年夏クールアニメランキング                       | べストオープニング                 | つよがるガール feat. もっさ（ネクライトーキー）                                            | 4位        | [ 139 ]         |
| Anime Corner                   | 2024年夏クールアニメランキング                       | べストエンディング                 | LOVE2000                                                                                   | 3位        | [ 139 ]         |
| Anime Corner                   | 2024年夏クールアニメランキング                       | べストエンディング                 | feel my soul                                                                               | 7位        | [ 139 ]         |
| Anime Corner                   | 2024年夏クールアニメランキング                       | べストエンディング                 | CRAZY FOR YOU                                                                              | 8位        | [ 139 ]         |
| Anime Corner                   | 2024年夏クールアニメランキング                       | ベスト男性キャラクター             | 温水和彦                                                                                   | 1位        | [ 140 ]         |
| Anime Corner                   | 2024年夏クールアニメランキング                       | ベスト女性キャラクター             | 八奈見杏菜                                                                                 | 1位        | [ 141 ]         |
| Anime Corner                   | 2024年夏クールアニメランキング                       | ベスト女性キャラクター             | 小鞠知花                                                                                   | 10位       | [ 141 ]         |
| Anime Corner                   | 2024年夏クールアニメランキング                       | ベストサポートキャラクター（女性） | 温水佳樹                                                                                   | 4位        | [ 142 ]         |
| Anime Corner                   | 2024年夏クールアニメランキング                       | ベストサポートキャラクター（男性） | 綾野光希                                                                                   | 8位        | [ 142 ]         |
| Anime Corner                   | 2024年アニメランキング                               | アニメオブザイヤー                 | 負けヒロインが多すぎる！                                                                   | 3位        | [ 143 ]         |
| Anime Corner                   | 2024年アニメランキング                               | ベストアニメキャラクターデザイン   | 負けヒロインが多すぎる！                                                                   | 6位        | [ 143 ]         |
| Anime Corner                   | 2024年アニメランキング                               | ベストコメディアニメ               | 負けヒロインが多すぎる！                                                                   | 2位        | [ 143 ]         |
| Anime Corner                   | 2024年アニメランキング                               | ベスト恋愛アニメ                   | 負けヒロインが多すぎる！                                                                   | 3位        | [ 143 ]         |
| Anime Corner                   | 2024年アニメランキング                               | ベストアニメストーリーテリング     | 負けヒロインが多すぎる！                                                                   | 6位        | [ 143 ]         |
| Anime Corner                   | 2024年アニメランキング                               | ベスト新作アニメ                   | 負けヒロインが多すぎる！                                                                   | 受賞       | [ 143 ]         |
| Anime Corner                   | 2024年アニメランキング                               | べストオープニング                 | つよがるガール feat. もっさ（ネクライトーキー）                                            | 15位       | [ 144 ]         |
| Anime Corner                   | 2024年アニメランキング                               | べストエンディング                 | LOVE2000                                                                                   | 12位       | [ 144 ]         |
| Anime Corner                   | 2024年アニメランキング                               | ベスト男性キャラクター             | 温水和彦                                                                                   | 15位       | [ 145 ]         |
| Anime Corner                   | 2024年アニメランキング                               | ベスト女性キャラクター             | 八奈見杏菜                                                                                 | 8位        | [ 146 ]         |
| Anime Corner                   | 2024年アニメランキング                               | ベストサポートキャラクター（女性） | 温水佳樹                                                                                   | 17位       | [ 147 ]         |
| Anime Corner                   | 2024年アニメランキング                               | ベストカップル                     | 八奈見杏菜＆温水和彦                                                                       | 10位       | [ 148 ]         |
| AT-X                           | 加入者の皆さまが選ぶAT-Xアニメランキング2024         | -                                  | 負けヒロインが多すぎる！                                                                   | 1位        | [ 149 ]         |
| AT-X                           | 加入者の皆さまが選ぶAT-Xアニメランキング2024下半期   | -                                  | 負けヒロインが多すぎる！                                                                   | 1位        | [ 149 ]         |
| アニメツーリズム協会           | 訪れてみたい日本のアニメ聖地88（2025年版）           | -                                  | 豊橋市                                                                                     | 選出       | [ 150 ]         |
| ソニー・ミュージックレーベルズ | 令和6年アニソン大賞                                  | 編曲賞                             | つよがるガール feat. もっさ（ネクライトーキー）                                            | ノミネート | [ 151 ] [ 152 ] |
| Crunchyroll                    | 第9回クランチロール・アニメアワード                  | 最優秀ロマンス作品賞               | 負けヒロインが多すぎる！                                                                   | ノミネート | [ 153 ]         |
| Crunchyroll                    | 第9回クランチロール・アニメアワード                  | 最優秀日常系作品賞                 | 負けヒロインが多すぎる！                                                                   | 受賞       | [ 153 ]         |

### 各話リスト
| 第一話   | プロ幼馴染 八奈見杏菜の負けっぷり                                                 | 北村翔太郎        | 北村翔太郎          | 川上哲也                                                                         | -          | 2024年 7月14日 |
| 第二話   | 約束された敗北を君に                                                              | 北村翔太郎        | 渡辺有紀            | 斉藤準一 矢向宏志                                                                | 川上哲也   | 7月21日        |
| 第三話   | 戦う前から負けている                                                              | 牛嶋新一郎        | 幸博コマヲ          | 合田浩章                                                                         | -          | 7月28日        |
| 第四話   | 負けヒロインを覗く時 負けヒロインもまたあなたを覗いているのだ                     | 北村翔太郎        | 飛田剛              | 竹田茜 三浦琢光                                                                  | 川上哲也   | 8月4日         |
| 第五話   | 朝雲千早は惑わせる                                                                | 小原正和          | 河野亜矢子          | 滝山真哲 相音光 茂木眞一                                                         | 川上哲也   | 8月11日        |
| 第六話   | 振られたことのない者だけが 負けヒロインに 石を投げなさい                          | 渡辺有紀 中西基樹 | 渡辺有紀 雨蛙       | 吉田和香子 山崎浩平 重國浩子 鈴木理彩 岩崎令奈 石川智美                          | 川上哲也   | 8月18日        |
| 第七話   | ハッピーエンドの向こう側                                                          | 北村翔太郎        | 清水雄大            | 山崎浩平 摺木沙織 晶貴孝二                                                       | 川上哲也   | 8月25日        |
| 第八話   | おこまりでしたらコンサルに                                                        | 渡真利晃喜        | 渡真利晃喜          | 斉藤準一 矢向宏志 摺木沙織                                                       | 川上哲也   | 9月1日         |
| 第九話   | 先生は天井の染みかなんかだと思って 続きをどうぞ                                   | 及川啓            | 幸博コマヲ          | 針場裕子 山崎浩平 仁井学                                                         | 川上哲也   | 9月8日         |
| 第十話   | さようならには早すぎる                                                            | 村上達也          | 飛田剛              | 岩崎令奈 橋口隼人 小林茉利奈 吉田和香子                                          | 山本由美子 | 9月15日        |
| 第十一話 | 結果責任についての話をしようか                                                    | 北村翔太郎        | 村瀬貴一郎 川岸和樹 | 三浦琢光 竹田茜 摺木沙織 仁井学                                                  | 川上哲也   | 9月22日        |
| 最終話   | 俺はひょっとして、最終話で負けヒロインの横にいる ポッと出のモブキャラなのだろうか | 須藤瑛仁          | 須藤瑛仁 北村翔太郎 | 齋藤悠 晶貴孝二 鈴木理彩 合田浩章 朱浩然 矢向宏志 大久保洸太郎 針場裕子 石川智美 | 川上哲也   | 9月29日        |

### 放送局
| 放送期間                | 放送時間                     | 放送局       | 対象地域   | 備考                                 |
| ----------------------- | ---------------------------- | ------------ | ---------- | ------------------------------------ |
| 2024年7月14日 - 9月29日 | 日曜 0:30 - 1:00（土曜深夜） | TOKYO MX     | 東京都     | 製作参加                             |
|                         |                              | 群馬テレビ   | 群馬県     |                                      |
|                         |                              | とちぎテレビ | 栃木県     |                                      |
|                         |                              | BS11         | 日本全域   | 製作参加 / BS放送 / 『ANIME+』枠     |
|                         | 日曜 1:25 - 1:55（土曜深夜） | 中京テレビ   | 中京広域圏 | 作品の舞台地（愛知県豊橋市） /       |
| 2024年7月16日 - 10月1日 | 火曜 1:59 - 2:29（月曜深夜） | 読売テレビ   | 近畿広域圏 | 製作参加 / 『MANPA』第1部            |
|                         | 火曜 20:00 - 20:30           | AT-X         | 日本全域   | CS放送 / 字幕放送 / リピート放送あり |

| 配信開始日    | 配信時間                   | 配信サイト                                                                                           |
| ------------- | -------------------------- | --- |
| 2024年7月14日 | 日曜 0:30（土曜深夜） 更新 | ABEMA U-NEXT アニメ放題                                                                              |
| 2024年7月16日 | 火曜 12:00 更新            | dアニメストア [ 注 4 ] DMM TV Hulu バンダイチャンネル Netflix Prime Video Lemino FOD                 |
| 2024年7月17日 | 水曜 0:00（火曜深夜） 更新 | TELASA （見放題プラン） J:COM STREAM （見放題） milplus見放題パックプライム auスマートパスプレミアム |

### BD / DVD
| 巻 | 発売日         | 収録話          | 規格品番      | 規格品番      |
| 巻 | 発売日         | 収録話          | BD限定版      | DVD限定版     |
| -- | -------------- | --------------- | ------------- | ------------- |
| 1  | 2024年9月25日  | 第1話 - 第2話   | ANZX-17221〜3 | ANZB-17221〜3 |
| 2  | 2024年10月30日 | 第3話 - 第4話   | ANZX-17224/5  | ANZB-17224/5  |
| 3  | 2024年11月27日 | 第5話 - 第6話   | ANZX-17226/7  | ANZB-17226/7  |
| 4  | 2024年12月25日 | 第7話 - 第8話   | ANZX-17228/9  | ANZB-17228/9  |
| 5  | 2025年1月29日  | 第9話 - 第10話  | ANZX-17230/1  | ANZB-17230/1  |
| 6  | 2025年2月26日  | 第11話 - 第12話 | ANZX-17232/3  | ANZB-17232/3  |

### CD
| 発売日        | タイトル                                                           | 規格品番   |
| ------------- | ------------------------------------------------------------------ | ---------- |
| 2024年9月25日 | 「負けヒロインが多すぎる！」マケイン応援！カバーソングコレクション | SVWC-70670 |

### Web動画・Web番組
2023年12月14日にYouTubeにてテレビアニメ化決定のPVが公開された。
2024年3月17日にYouTubeにて初のアニメ映像付きとなるPV第1弾が公開され、メインキャストやスタッフ情報、エンディングテーマ情報が併せて発表された。
2024年6月9日にYouTubeにて本作の生配信特番「『負けヒロインが多すぎる！』戦略発表生配信」が配信され、梅田修一朗（温水和彦 役）、遠野ひかる（八奈見杏菜 役）、若山詩音（焼塩檸檬 役）、寺澤百花（小鞠知花 役）が出演した。また、同日にYouTubeにメインPVが公開され、追加キャストやオープニングテーマ情報が併せて発表された。

### イベント・コラボレーション（テレビアニメ）
2024年6月30日にユナイテッド・シネマ豊橋18にて本作の先行上映会が開催され、遠野、若山、寺澤、豊橋市長の浅井由崇が登壇した。
2024年8月30日にABEMAにて本作の特番「夏の振り返り恋愛反省回 in ABEMA」が配信され、遠野、若山、寺澤が出演した。
2024年9月7日から23日までAKIHABARAゲーマーズ本店にて本作の放送記念ストアが開催された。
2024年9月27日から10月14日までキュアメイドカフェにて本作のコラボカフェが開催された。本コラボではキャラクターをイメージしたメニューや書き下ろしイラストをしたオリジナルグッズの販売が行われている。
2024年10月20日に「第68回ええじゃないか豊橋まつり」のイベントの一つとして、豊橋市公会堂ホールにて本作のトークステージが開催され、梅田、遠野、若山、寺澤が登壇した。
2024年10月27日に本作の特番「『負けヒロインが多すぎる！』第2四半期（7-9月期）業績報告生配信」が配信された。
2025年2月8日に豊橋市にて本作のメインスタッフ陣によるトークショー「How To Make MAKEINE ～アニメ『負けヒロインが多すぎる！』の作り方～」が開催され、北村翔太郎（監督）、川上哲也（キャラクターデザイン）、菊池雄一郎（アニメーションプロデューサー）、伊藤裕太郎（制作デスク）が登壇した。
2025年4月6日にFOSTERホール（昭島市民会館）にて本作のスペシャルイベント「『負けヒロインが多すぎる！』ツワブキ高校文芸部課外活動」が開催された。

### 豊橋市のプロモーション
2023年12月30日発行の『中日新聞』は、本作の舞台となった豊橋市が「アニメ化にちなんだ連携イベント」を検討中であると報じた。同市の観光プロモーション課によれば今回のアニメ化を機に「豊橋の魅力を全国に発信したい」とのこと。
本作には市内の景色や特産品などが登場しており、同市民にも本作を知ってもらうことを目的として、本作が豊橋市の広報誌「広報とよはし」2024年8月号の表紙を飾ることとなった。

## イベント・コラボレーション
本作のイラスト担当・いみぎむるによる漫画作品『この美術部には問題がある！』が累計発行部数が100万部を突破したことと連載が100回を迎えたことを記念して、『電撃マオウ』2021年10月号にて『この美術部には問題がある！』と本作のコラボクリアファイルが付属された。
2022年2月に発売された帯屋ミドリによる漫画作品『今日から始める幼なじみ』第2巻の書店特典で、本作とのコラボリーフレットが用意された。
2022年4月23日に愛知県豊橋市の総合動植物公園「のんほいパーク」にてコラボイベントが開催された。本イベントは原作小説第3巻の刊行を記念したもので、作中舞台である豊橋市とのコラボレーションとなっており、のんほいパーク植物園の園内周遊型イベントとして行われた。
2023年3月18日から4月9日まで、JR東海とのコラボイベントとして、「負けヒロイン総選挙 in豊橋カルミア杯」を実施。2024年には同コラボ第2弾として、本作の聖地を巡る「さわやかウォーキング」や、いみぎむるによる書き下ろしポスター掲出、市内周遊スタンプラリーなどの企画が行われた。また、同年9月29日より第3弾として「負けヒロインのボイスが多すぎる！〜豊橋へようこそ〜」が実施される。
2023年12月25日から翌年2月14日まで豊橋駅東口ペデストリアンデッキにて開催された「とよはしキラキラ☆イルミネーション2023」にて本作の灯籠（幅90センチメートル、高さ2メートル）が設置された。本イベントは本作のテレビアニメ化を記念したものである。